# 広瀬美代子
広瀬 美代子（ひろせ みよこ、現姓：中島 、1959年3月5日 - ）は、日本の元女子バレーボール選手。ロサンゼルス五輪銅メダリスト。

## 来歴
兵庫県神戸市垂水区出身。母親がママさんバレーをしていた影響で中学1年よりバレーボールを始めた。兵庫県立舞子高等学校を経て、1977年に日本リーグのユニチカ（当時）に入社した。
1979年に全日本入りをする。1981年ワールドカップでは銀メダル獲得に大きく貢献し、広瀬もレシーブ賞獲得およびベスト6に選出された。1984年日立の選手が中心のロサンゼルス五輪代表にユニチカから唯一出場した。準決勝の中国戦では郎平に対するピンチレシーバーとして起用されたが「鉄のハンマー」と呼ばれた郎平の強烈なスパイクを止めることができず、チームは敗れたものの銅メダルを獲得した。1985年に現役を引退し、広瀬は日本を代表する名レシーバーで拾ってつなぐユニチカバレーの象徴ともいえる存在であった。

## 人物・エピソード
新設された舞子高校の第一期生で当時体育館がなかったため、屋外にコートを造った。バレー部監督（当時）は、「すかっとした明るい性格」と評している。信条は「前進」だと語っている。
「舞子高校のエースをマークしろ」と言われ、県大会ではベスト4進出の実績をもっている。

## 球歴
- 全日本代表としての主な国際大会出場歴
  - オリンピック - 1984年
  - 世界選手権 - 1982年
  - ワールドカップ - 1981年

## 受賞歴
- 1980年 - 第13回日本リーグ レシーブ賞
- 1981年 - ワールドカップ レシーブ賞、ベスト6
- 1983年 - 第16回日本リーグ レシーブ賞
- 1983年 - 第32回全日本都市対抗選手権 敢闘賞
- 1984年 - 第17回日本リーグ サーブ賞

## 所属チーム
- 市立歌敷山中
- 舞子高校
- ユニチカ（1977-1985年）